# 11/22/63
„11/22/63“ е роман на Стивън Кинг за Джейк Епинг, пътешественик във времето, който се опитва да предотврати убийството на президента Джон Кенеди, което е извършено на 22 ноември 1963 г. Заглавието е датата на убийството, изписана в американски стил (месец – дата – година).

## Предистория
Според Кинг идеята за този роман му идва през 1971 г., когато мисли да даде име на произведението „Раздвоена пътека“. Отказва се, понеже осъзнава, че за книга от такъв жанр са необходими значителни исторически изследвания и по-голям литературен талант. Така той изоставя проекта, връщайки се към него няколко десетилетия по-късно.
Историята изисква значително проучване, за да представи достоверно края на 50-те и началото на 60-те години на ХХ век в САЩ. По този повод Кинг коментира следното: „Никога не съм се опитвал да напиша нещо подобно преди. В началото беше наистина странно, като да разтъпчеш чифт нови обувки.“

## Сюжет
Действието в романа се развива и в наши дни, и в миналото. Главният герой Джейк Епинг е разведен гимназиален учител в Лисбън Фолс. Две събития внезапно го изваждат от релсите на монотонното му ежедневие. Първото е съчинението на курсист на тема „Денят, който промени живота ми“. Второто – изненадващото признание на Ал Темпълтън, собственик на закусвалня, който съобщава на Джейк, че много скоро ще умре от рак, затова ще му довери голямата си тайна: в склада на заведението има врата към миналото. Ал е кроял планове да предотврати убийството на Джон Кенеди, като ликвидира Лий Харви Осуалд. Тъй като е на прага на смъртта, той убеждава Джейк да осъществи замисъла му. При пътуването си назад във времето, Джейк разбира, че не всичко е такова, каквото изглежда, и притиснат от множество заплахи, му се налага да действа бързо, като освен за спасяването на Джон Кенеди, ще се наложи да помисли и за собствения си живот.

## Публикуване и прием
Романът е публикуван на 8 ноември 2011 г. и бързо се превръща в бестселър. Остава начело на класацията за бестселъри на „Ню Йорк Таймс“ в продължение на 16 седмици. Книгата печели наградата на „Лос Анджелис Таймс“ за най-добра мистерия/трилър.
Това е 60-ата книга, публикувана от Кинг, 49-тия му роман и 42-ата, издадена с неговото име.
Отзивите на критиката като цяло са положителни.

## Адаптация
На 22 септември 2014 г. е обявено, че „Хулу“ ще създаде сериал по романа, с Джеймс Франко в ролята на Джейк Епинг.
Сериалът, състоящ се от 8 епизода, излиза на 15 февруари 2016 г. Продуценти са Джей Джей Ейбрамс и Стивън Кинг. В главните роли са Франко, Крис Купър, Джош Дюамел.